# Liste von Kirchenliederübersetzern
Dies ist die Liste der Kirchenliederübersetzer in alphabetischer Reihenfolge. Viele ihrer Übersetzungen, Übertragungen und Nachdichtungen sind in Gesangbüchern, aber auch in Einzelpublikationen und Sammlungen erschienen. Genauere Hinweise finden sich bei den einzelnen Autorinnen.
Kirchenliedübersetzungen ins Deutsche aus dem Schatz der Weltkirche (vom Lateinischen abgesehen), finden erst ab den 1970ern statt. Umgekehrt wurden Lieder aus dem Deutschen schon seit der Reformation in viele Sprachen übersetzt und gehören im Englischen (siehe zum Beispiel Catherine Winkworth) und in den Skandinavischen Sprachen zum festen Bestandteil der Gesangbücher.

## A
- Otto Abel, geboren 1905, gestorben 1977. Kantor und Organist, Landeskirchenmusikdirektor, Verlagslektor. Übertragungen aus dem Französischen.

## B
- Fritz Baltruweit, geboren 1955. Pfarrer und Liedermacher zunächst in Garbsen in Niedersachsen, wurde 1992 Studienleiter in Predigerseminar in Loccum.
- Günter Balders, geboren 1942 in Meppen. Er ist emeritierter Pastor und war Professor für Kirchengeschichte am Theologischen Seminar des Bundes Evangelisch-Freikirchlicher Gemeinden in Wustermark-Elstal.
- Willem Barnard (Pseudonym für Guillaume van der Graft) geboren 1920, gestorben 2010. Er regte die Neuübersetzung und Bereimung der Psalmen an. Er lebt in Utrecht.
- Ad den Besten (1923–2015). Neben der Neudichtung von Liedern war er auch an der Neuübersetzung und Bereimung der Psalmen beteiligt. Er lebte in Amsterdam.

## E
- Eugen Eckert geboren 1954. Pfarrer an der J.W. Goethe-Universität, Texter und Leiter der Musikgruppe Habakuk. Lebt in Frankfurt am Main. Librettist für Oratorien („Hiob“ 1994, „Daniel“ 1997, „Emmaus“ 2002), Kantaten und Singspiele. Übersetzungen für Ökumenische Liederbücher und die Chor- und Bandbücher „Vom Leben singen“ und „Die Zeit färben“, Strube-Verlag, München.

## F
- Peter Johannes Foth, geboren 1940, gestorben 2004. Mennonitischer Pfarrer in Hamburg. Übersetzungen aus dem Englischen.

## G
- Ernst Heinrich Gebhardt, geboren 1832 in Ludwigsburg, gestorben 1899 ebenda. Methodistenpastor, Liederdichter und Herausgeber umfangreicher geistlicher Liedersammlungen. Übersetzer aus dem Englischen.
- Paul Gerhardt, geboren 1607, gestorben 1676. Pfarrer und Liederdichter. Übersetzungen aus dem Lateinischen. Einer der bedeutendsten Kirchenliederdichter.
- Vilmos Gyöngyösi (deutsch: Wilhelm Güttler), geboren 1915, gestorben 1995. Pfarrer in Ungarn und Frankfurt am Main. Übersetzungen aus dem Ungarischen.

## H
- Jürgen Henkys geboren 1929, gestorben 2015. Nachdichter, Übersetzer und Übertrager von Kirchenliedern aus dem Englischen, Niederländischen, Schwedischen, Norwegischen, Finnischen und Dänischen. Professor emeritus. für Praktische Theologie und Dichter. Lebte bei Berlin.
- Petrus Herbert geboren um 1530, gestorben 1571. Pfarrer, Dichter, Gesangbuchherausgeber und Übersetzer aus dem Tschechischen.
- Nikolaus Herman geboren 1500, gestorben 1561. Lehrer, Kantor, Pfarrer, Luther-Biograph, Dichter, Komponist und Übersetzer aus dem Lateinischen.
- Friedrich Hofmann geboren 1910, gestorben 1998. Pfarrer, Kirchenrat, Dekan, Übersetzer aus dem Englischen.

## J
- Janheinz Jahn, geboren 1918, gestorben 1973. Erforscher, Herausgeber und Übersetzer afrikanischer Literatur.
- Markus Jenny, geboren 1924, gestorben 2001, Pfarrer, Hymnologe, Dozent, Gesangbuch-Herausgeber. Übersetzungen aus dem Lateinischen, Englischen, Niederländischen und Schwedischen

## K
- Walter Klaiber, * 1940 in Ulm, ehemaliger Direktor des Theologischen Seminars in Reutlingen, ehemaliger Bischof der Evangelisch-methodistischen Kirche, Übersetzungen aus dem Englischen, insbesondere der Lieder von Charles Wesley
- Theodor Kliefoth, geboren 1810, gestorben 1895. Erzieher, Pfarrer, Oberkirchenrat. Übertragungen aus dem Lateinischen.
- Susanne Kramer-Friedrich, geboren 1935, gestorben 2021. Lehrerin, Publizistin, Redaktorin, Studienleiterin. Übersetzungen aus dem Niederländischen.
- Gustav Kucz, * 1901 in Sorau/Schlesien, † 1963 in Berlin. Archivar und beeidigter Dolmetscher, u. a. bei der britischen diplomatischen Vertretung in (West-)Berlin. Übertragungen aus dem Polnischen.

## L
- Ulrich S. Leupold, geboren 1909, gestorben 1970. Pfarrer, Professor für Neues Testament und Kirchenmusik. Übertragungen aus Swahili.
- Martin Luther, geboren 1483, gestorben 1546. Augustiner-Eremiten-Mönch, Reformator, Bibelübersetzer in Deutsche, bedeutendster Kirchenliederdichter. Übersetzungen und Übertragungen aus dem Lateinischen.

## R
- Friedrich Heinrich Ranke, geboren 1798, gestorben 1876, Pfarrer in Rückersdorf, Dekan in Thurnau, Professor in Erlangen, Konsistorialrat in Bayreuth und Ansbach, Oberkonsistorialrat in München. Liederdichter und Übersetzer.
- Dora Rappard
- Otto Riethmüller (EG 223, 485)

## S
- Otmar Schulz, geboren 1938. Pfarrer und Studienleiter, Direktor des Evangelischen Informationszentrums in Kassel, Beauftragter für Publizistische Aus- und Fortbildung in Hannover. Liederdichter und -übersetzer.

## T
- Dieter Trautwein geboren 1928, gestorben 2002. Pfarrer und Propst in Frankfurt. Viele Lieder aus der weltweiten Ökumene wurden von ihm ins Deutsche übertragen. Hat auch einige Lieder neugedichtet.
- Reinhild Traitler-Espiritu

## U
- Caspar Ulenberg, geboren 1549, gestorben 1617, Konvertit, Pfarrer in Kaiserswerth und in Köln. Er schuf mit Die Psalmen Davids in allerlei deutsche Gesangreime gebracht (1582), allgemein als „Ulenbergs Psalmen“ bekannt, die bedeutendste katholische Psalmendichtung des 16. Jahrhunderts. Sie blieb bis ins 19. Jahrhundert die unter Katholiken am meisten verbreitete Sammlung von Psalmliedern.

## W
- Anna Thekla von Weling
- Catherine Winkworth, geboren 1827, gestorben 1878. Übersetzerin aus dem Deutschen. Viele ihrer Lieder wurden in der englischsprachigen Welt zu beliebten Kirchenliedern.

## Z
- Diethard Zils OP, geboren 1935. Dominikaner und Priester. Referent für Liturgie, Jugendseelsorger, Herausgeber und Liederdichter und Übersetzer